# Richard Boone (Musiker)
Richard Boone (* 24. Februar 1930 in Little Rock, Arkansas; † 10. Februar 1999 in Kopenhagen) war ein amerikanischer Jazzmusiker (Posaune, Gesang).

## Leben und Wirken
Boone sang mit fünf Jahren im Chor einer Baptistenkirche; mit zwölf spielte er Posaune in der Schulband. Mit sechzehn Jahren gewann er den zweiten Preis in einem Talentwettbewerb und verbrachte einen Monat auf Tour mit Lucky Millinder. Nach seiner Dienstzeit bei der Army verbrachte er ab 1948 einige Jahre in Deutschland und Frankreich, bevor er 1953 Musik am Philander Smith College in Little Rock studierte. Anschließend ging er 1958 als Studio- und Clubmusiker nach Los Angeles, zuerst als Sänger, dann als Posaunist. Er arbeitete u. a. mit Sonny Criss, Gerald Wilson, Dolo Coker, mehrmals mit Dexter Gordon (1960 und 1975), mit Della Reese (1962–66 auf Tour) und mit Count Basie (1966–69), bei dem er auf humorvolle Weise Blues Scat und Gesang verband. Er trat in dieser Zeit auch mit einer eigenen Band auf, in der er mit Blues-, Scat- und Jodelgesang in Erscheinung trat. Ab 1970 hielt er sich häufig in Dänemark auf und arbeitete dort u. a. in Big-Band-Projekten von Ernie Wilkins, Thad Jones und der Dänischen Radio-Bagband. 1990 gastierte er für drei Wochen mit europäischen Musikern in einem Club in Nairobi; im selben Jahr nahm er mit Elly Wright auf. Auf seinem Album A Tribute of Love (1996/98) ist er auch mit Katrine Madsen zu hören.

## Auswahldiskographie
- I've got a right to sing the blues, 1969 (Nocturne 703)
- Count Basie: Basie's Beat 1967 (u. a. Boone's Blues), Straight Ahead (GRP, 1968), I Got Rhythm (Affinity, 1968)
- Dexter Gordon: The Resurgence of Dexter Gordon (OJC, 1960), More Than You Know (Steeplechase, 1975)
- Thad Jones: Live At Montmartre (Steeplechase, 1978), Eclipse (Storyville, 1979)
- Ernie Wilkins: Montreux (Steeplechase, 1983), On The Roll (Steeplechase, 1986)
- mit Clark Terry, Jesper Thilo: Tribute to Frog, 1980 (Storyville)

## Lexikalische Einträge
- Carlo Bohländer, Karl Heinz Holler, Christian Pfarr: Reclams Jazzführer. 5., durchgesehene und ergänzte Auflage. Reclam, Stuttgart 2000, ISBN 3-15-010464-5.
- Leonard Feather, Ira Gitler: The Biographical Encyclopedia of Jazz. Oxford University Press, New York 1999, ISBN 0-19-532000-X.
- Barry Kernfeld (Hrsg.): Scott Fredericksen, New Grove Dictionary of Jazz, Macmillan 1996